# Krapanj
Krapanj je manjši otoček z istoimenskim naseljem v jugovzhodnem delu Šibeniškega kanala v srednji Dalmaciji.
Otoček, na katerem stoji svetilnik, leži okoli 4 km vzhodno od Zlarina. Njegova površina meri 0,356 km², dolžina obalnega pasu je 3,62 km. Najvišja točka otočka doseže višino 7 mnm. Od kopna ga deli okoli 400 m širok preliv.
Krapanj, na katerem živi okoli 1600 prebivalcev, je najnižji in najgosteje poseljeni otok v mediteranu. Otoček je pretežno porasel z grmovjem in travo, le severni del je deloma pogozden. Na vzhodni obali otočka leži istoimensko naselje, katerega prebivalci se ukvarjajo s kmetijstvom in nabiranjem spužev ter koral. Tradicija spožvarstva je stara preko 300 let. V edinem naselju na otoku je rafinerija spužev in manjša brusilnica koral.
Iz pomorske karte je razvidno, da svetilnik, ki stoji na skrajni vzhodni točki otočka, oddaja svetlobni signal: R Bl 3s.

## Zgodovina
Krapanj je bil v srednjem veku v lasti šibeniške škofije. Leta 1466 je otoček prešel v last frančiškanov, ki so postavili samostan in cerkev. Samostan in cerkev so gradili domači mojstri v 15. in 16. stoletju. Cerkev je bila dokončana 1523, ter 1626 razširjena, zvonik pa so zgradili leta 1907. V času turških vpadov, od konca 15. stoletja dalje, so se na otoček zatekali prebivalci vasi s kopnega.

## Izleti
- Jadrtovac
- Primošten
- Šibenik
- Zlarin